# Earnie Stewart
Earnest "Ernie" Stewart (født 28. marts 1969 i Veghel, Holland) er en tidligere amerikansk fodboldspiller (midtbane). Han spillede over 100 kampe for USA's landshold.
Stewart blev født i Holland, og spillede det meste af sin karriere i landet. Længst tid tilbragte han hos Willem II og NAC, hvor han tilsammen spillede i 13 sæsoner. Han var desuden af to omgange tilknyttet VVV-Venlo, og havde desuden et et-årigt ophold i Major League Soccer hos D.C. United fra Washington.
I 2001 blev Stewart kåret til Årets fodboldspiller i USA.

## Landshold
Stewart spillede mellem 1990 og 2004 hele 101 kampe for USA's landshold. Han var en del af den amerikanske trup til både VM i 1994, VM i 1998 og VM i 2002. Ved 1994-turneringen, der blev spillet på hjemmebane, scorede han et af de amerikanske mål i gruppespilssejren over Colombia.